# Invasion (2012)
Invasion ist ein deutsch-österreichisches Filmdrama von Dito Tsintsadze aus dem Jahr 2012. Burghart Klaußner verkörpert den einsamen Witwer Josef, bei dem sich Nina (Heike Trinker) mitsamt ihrer Familie einnistet, was dazu führt, dass Josef zunehmend die Kontrolle nicht nur über sein Haus verliert.
Die Sängerin Anna F. stand in Invasion erstmals als Schauspielerin vor der Kamera.

## Handlung
Der 59-jährige Witwer Josef muss mit dem Tod von Frau und Sohn fertigwerden. Nachdem sein Sohn bei einem Busunfall ums Leben gekommen war, hatte seine Frau keinen Lebensmut mehr und folgte ihrem Sohn bald darauf in den Tod. Bei seinen Besuchen auf dem Friedhof trifft er Nina, die sich ihm als angebliche Cousine seiner Frau vorstellt. Sie erzählt ihm, dass ihr Sohn Simon und seine Frau Milena gerade eine Wohnung suchen und nicht finden würden und bringt Josef dazu, den beiden eine vorübergehende Bleibe in seiner geräumigen Villa am Rande der Stadt anzubieten. Bald darauf folgt dem Pärchen dann auch Nina selbst zusammen mit ihrem Lebensgefährten Konstantin und Milenas Sohn Marco. Sie alle breiten sich in dem geräumigen Anwesen aus. Zunächst freut sich Josef über die Besucher, die ihn umsorgen und ihm ein Stück Lebensmut wiederbringen. Mit der Zeit jedoch kommt es immer häufiger zu Spannungen zwischen ihm und seinen neuen Mitbewohnern und die ursprünglich heile Welt beginnt zu bröckeln.
Insbesondere ist Simon mit seinen fragwürdigen Erziehungsmethoden, die er im Umgang mit Milenas Sohn Marco an den Tag legt, Josef ein Dorn im Auge. Auch Konstantin, der sich in seinem Büro eingenistet hat, und undurchsichtige Geschäfte betreibt, sowie angebliche Klienten auf das Anwesen einlädt und rauschende Feste feiert, zieht Josefs Unmut auf sich.
Im Laufe der Verstrickungen kommen Simon und Nina zu Tode. Konstantin, der maßgeblich dafür verantwortlich ist, wird nachts im Wald von Josef erschlagen, als man dabei ist, Ninas Leiche zu vergraben. Danach kehrt Josef am frühen Morgen zurück in die Villa, wo Milena, die mittlerweile seine Geliebte geworden ist, schon auf ihn wartet. Josef hat mit Milena und deren Sohn Marco eine neue Familie gefunden und in der Hoffnung auf eine unbeschwerte Zukunft leben sie von nun an gemeinsam auf seinem Anwesen.

## Produktionsnotizen, Veröffentlichung
Die Dreharbeiten für Invasion fanden vom 12. Dezember 2010 bis zum 25. Februar 2011 in Saalfeld/Saale, in Troisdorf und in Siegburg statt. Als Produktionsfirma fungierte Pallas-Film GmbH (Halle), Twenty Twenty Vision Filmproduktion GmbH (Berlin), WILDart Film (Wien) in Co-Produktion mit der ARD Degeto Film (Frankfurt am Main), ORF Enterprise GmbH & Co. KG (Wien). Die Produktionsleitung lag bei Egon Schlösser. Der Film wurde gefördert durch die Mitteldeutsche Medienförderung GmbH, Leipzig, durch die Film- und Medien Stiftung NRW, Düsseldorf, durch den Deutschen Filmförderungfonds, Berlin, Beauftragter der Bundesregierung für Kultur und Medien-Filmförderung sowie den Filmfonds Wien.
Der Film hatte am 30. Juni 2012 auf dem Filmfest München Premiere. Der Kinostart erfolgte am 28. Februar 2013.

## Kritik
„Ein ‚satirisches‘ Familiendrama, das nicht ohne Komik über Gutmenschen und Utopisten lästert und hinter den freundlichen Fassaden malizinös [sic] die Abgründe sichtbar macht.“

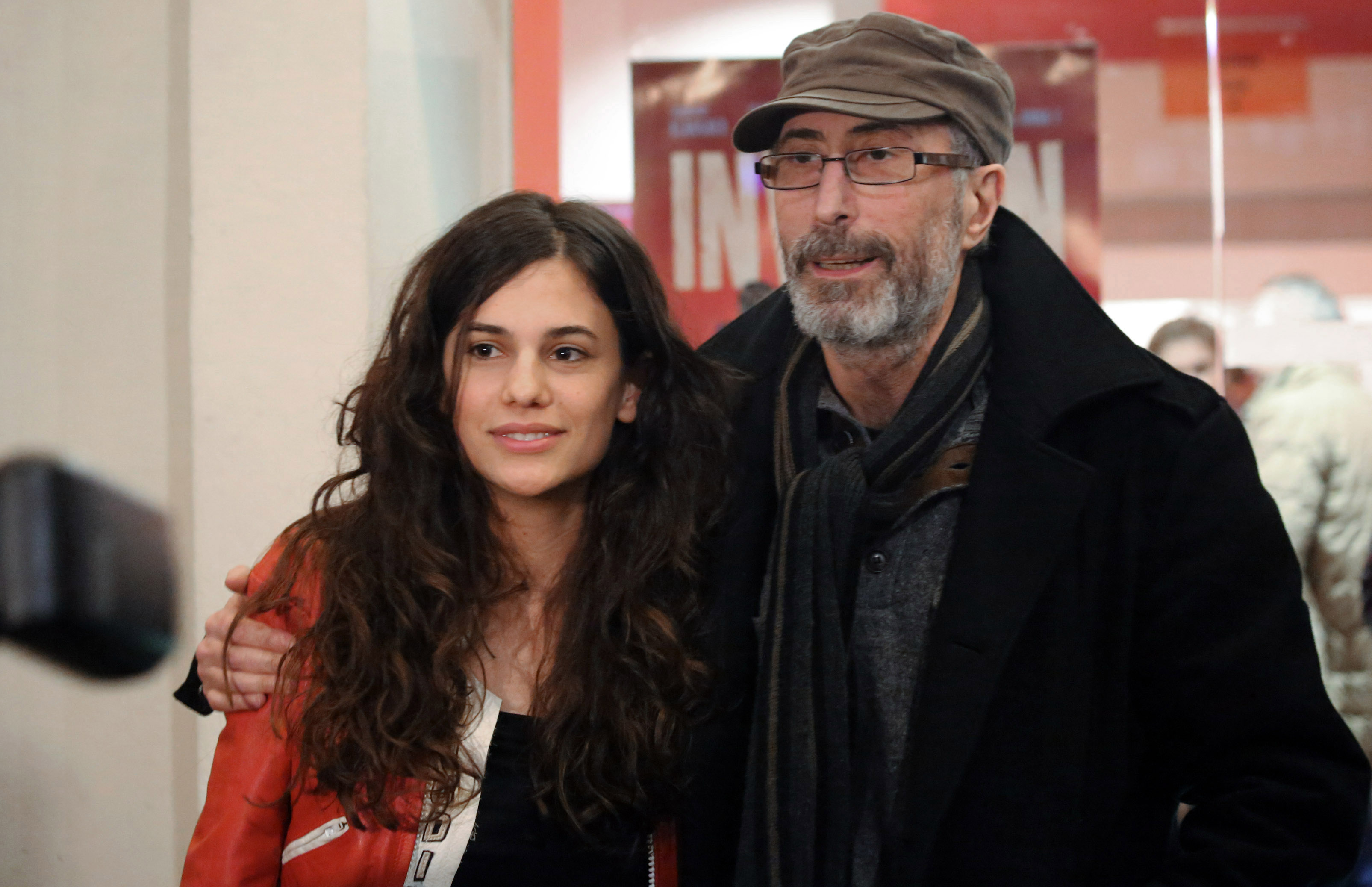
Dito Tsintsadze mit Anna F., Österreichpremiere von Invasion (2013)

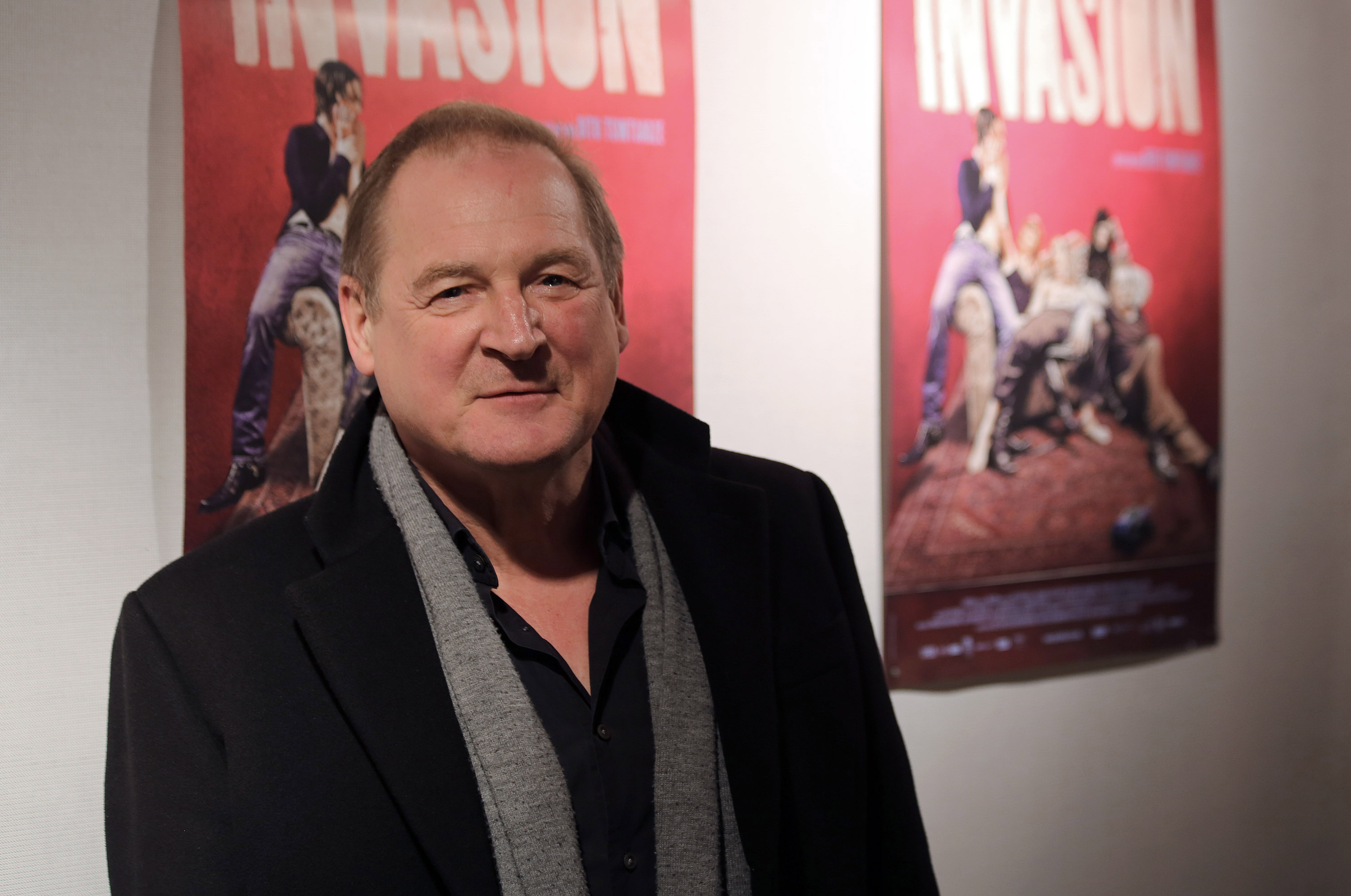
Burghart Klaußner bei der Österreichpremiere

Harald Mühlbeyer von kino-zeit.de war der Ansicht, dass Dito Tsintsadzes Invasion „komödiantische Elemente“ enthalte, doch vor allem zeige der Film die „Ablösung eines inneren Alpdrucks durch ganz realen, äußeren Druck.“ Ganz besonders wird Burghart Klaußners Schauspielkunst hervorgehoben, was sich wie folgt liest:

„Klaußner, ohnehin einer der größten der Schauspielzunft, lässt ganz zart und fein die Wandlung seiner Figur in sein Spiel einfließen, zeigt Trauer, Lebensfreude, Zorn – oftmals gleichzeitig in einer Szene, in einem Blick.“

Heiko Thiele von Filmreporter.de befand, dass es „nur wenige gelungene schwarzen Komödien aus Deutschland“ gebe und Invasion „eine Ausnahme sei.“ Tsintsadzes Inszenierung „überzeug[e] vor allem aufgrund der ausgefeilten Geschichte, die viel Abwechslung biete und hintersinnigen dunklen Humor [bereithalte].“ Auch Thiele lobte die Besetzung mit folgenden Worten:

„Dass die Geschichte trotz ihrer vielen Winkelzüge funktioniert und für den Zuschauer stets nachvollziehbar bleibt, liegt unter anderem an der Besetzung. Burghart Klaußner gibt mit seiner Interpretation des trauernden Witwers seine beste Darbietung seit seinem Auftritt in ‚Das weiße Band‘. Anna F., Heike Trinker und David Imper überzeugen als Gäste mit Geheimnissen. Auch atmosphärisch weiß Invasion den Zuschauer mit düsteren Bildern, gepaart mit pointiert eingesetzten Musikeffekten, in seinen Bann zu ziehen und für ein Gefühl der Abgeschiedenheit sowie des Unwohlseins zu sorgen.“

Die Redaktion von Filmstarts.de. verglich Tsintsadzes Film mit Funny Games bis zu The Strangers, wo es „stets zielstrebig auf die totale Katastrophe“ zulaufe. Das Ende der Kritik liest sich folgendermaßen:

„Natürlich hatte Dito Tsintsadze […] solche Vorbilder im Kopf, als er seine neueste Arbeit plakativ ‚Invasion‘ taufte. Dabei gelingt ihm insgesamt ein recht geschicktes Spiel mit Erwartungen und Konventionen, er entwickelt mit großer Ambivalenz, Geduld und einer leichten Prise Humor eine bedrohliche Atmosphäre. Einzig im Finale wird der Regisseur das Opfer seines eigenwilligen Handlungsaufbaus.“

## Auszeichnungen
- 2012: World Film Festival in Montréal Special Grand Prix of the Jury